# Orphan's Benefit
Orphan's Benefit (La gala benéfica para los huérfanos) es un cortometraje animado realizado por Walt Disney Productions en 1934. El corto presenta a Mickey Mouse y sus amigos representando una función para un grupo de huérfanos.
El corto supuso la primera aparición del Pato Donald y Clara Cluck en el universo de Mickey Mouse. También es la primera vez que Goofy, hasta entonces llamado "Dippy Dwag", recibe su nombre definitivo. También aparecen Horace Horsecollar y Clarabelle.
En 1941 se estrenó una nueva versión en color, con un rediseño de los personajes.